# 阿拉斯加木贼
阿拉斯加木贼（学名：Equisetum variegatum sp. Alaskanum）为木贼科木贼属下的一个亚种。

## 扩展阅读
- 維基物種上的相關：阿拉斯加木贼